# Rada Polonii Belgijskiej
Rada Polonii Belgijskiej – organizacja powstała w 1994 roku jako organ konsultacyjny reprezentujący Polonię belgijską.
Rada powstała 5 lat po obradach Okrągłego Stołu w Polsce. Przygotowania do jej powołania trwały prawie rok i po rozmowach z przedstawicielami Wydziału Konsularnego RP w Brukseli zdecydowaliśmy się na powołanie organizacji dachowej, która mogłaby być partnerem do rozmów z innymi organizacjami. W celu wyłonienia członków Rady, ówczesne organizacje polonijne zorganizowały w całej Belgii wybory dla zainteresowanych Polaków mieszkających na stałe w Belgii. Kandydatami byli zarówno członkowie różnorodnych organizacji, jak i Polacy niezrzeszeni w żadnej organizacji, lecz mający jakieś szczególne zasługi na polu działalności społecznej na rzecz Polonii belgijskiej.
Rada podejmuje inicjatywy dotyczące społeczności, którą reprezentuje wobec władz belgijskich wszystkich szczebli, wobec władz stowarzyszeń i wspólnot polskich poza granicami kraju, a szczególnie wobec przedstawicielstw dyplomatycznych Rzeczypospolitej Polskiej w Belgii. Ma także na celu obronę interesów i dobrego imienia Polski w Belgii. Komisja Społeczna Rady rozwinęła także program pomocy dla rodaków w potrzebie.
Pierwszym prezesem Rady był Franciszek Gałązka. Następnie funkcję tę piastowali: Izabela Światopełk-Czetwertyńska, Krzysztof Bystram oraz Józef Ptaszyński. W dniu 18 stycznia 2023 roku, prezesem Rady Polonii Belgijskiej została Barbara Wojda, jednocześnie pełniąca funkcję prezes Polskiej Macierzy Szkolnej w Belgii. Wiceprezesem oraz skarbnikiem Rady był w przeszłości także Jerzy Karol Jełowicki, finansista belgijski polskiego pochodzenia.
Rada od lat blisko współpracuje z przedstawicielami Polski, a szczególnie z placówkami dyplomatycznymi. Od wielu lat Rada współorganizuje konkurs „Polak Roku w Belgii” dla uhonorowania wybitnych przedstawicieli Polonii belgijskiej.
RPB jest również członkiem Rady Polonii Świata oraz Europejskiej Unii Wspólnot Polonijnych.